# Nils Mannerskantz
Johan Nils Mannerskantz, född Nils Kellander, född 17 november 1738 i Jönköping, död 16 juli 1809 på Djursholms slott utanför Stockholm, var en svensk general och fortifikationsofficer samt kommendör av Svärdsorden.
Mannerskantz var en adlig ätt utgrenad från den småländska prästsläkten Kellander. Johan Nils Mannerskantz och en av hans bröder, Sven Mannerskantz, adlades 1772 och 1773 och de båda slöt sina ättegrenar respektive 1809 och 1801.
Nils Mannerskantz adopterade 1802 två bröder av släkten Råbergh. Mannerskantz blev 1808 ledamot av den då tillsatta hemliga krigsberedningen. Han lade ner ett förtjänstfullt arbete på Finlands fasta försvar, särskilt Sveaborg, där han under kriget mot Ryssland 1788–1790 var kommendant.

## Familjeförhållanden

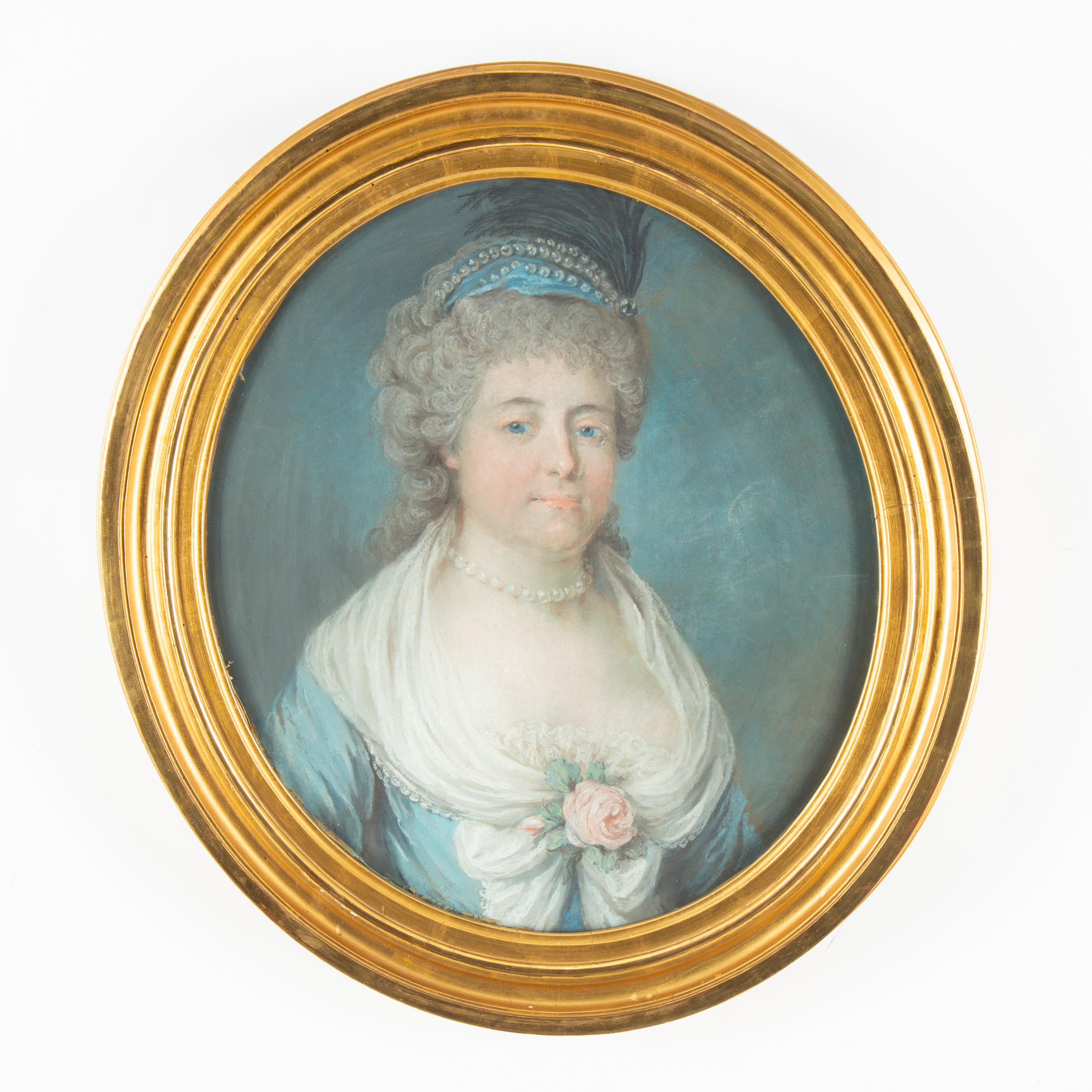
Porträtt i pastell av Mannerskantz hustru, Ulrika Elisabeth Taube, avporträtterad på 1790-talet av Jonas Forsslund.

Nils Mannerskantz var född Nils Kellander, han var son till borgmästaren och riksdagsmannen i Jönköping Nils Peter Kellander (1697–1771) och hans hustru Ebba Maria Kellander, född Aurén (1705–1759). Nils Mannerskantz var bror överstelöjtnanten Sven Mannerskantz (1727–1801) och Regina Kristina Kellander, gift von Schoultz (1741–1811).
År 1772, då han blivit general, adlades Nils Kellander till Nils Mannerskantz. Den 28 maj 1776 gifte han sig i Helsingfors i Finland med Ulrika Elisabeth Taube af Karlö (1755–1816). Hon var född i Finland och avled i Stockholm, hon var dotter till överstelöjtnant Otto Ludvig Taube och friherrinnan Sofia Elisabeth Mellin. Nils Mannerskantz och Ulrika Taube hade dottern, Sofia Maria Mannerskantz (1777–1831), och sonen Nils Otto Mannerskantz, född 1785, död samma år.
Den 12 september 1772 blev han Riddare av Svärdsorden, RSO. Ätten adlades samma år, den 13 september 1772, Nils Kellander adlades till Mannerskantz, men adelsbrevet utfärdades inte förrän den 11 juli 1773, då hans äldre bror Sven Kellander Mannerskantz samtidigt adlades. De introducerades 1776 under nr 2082 och blev uppflyttad i riddarklassen 1797.

## Biografi
Nils Mannerskantz blev underkonduktör vid Fortifikationen 1755. Han deltog som konduktör i Pommerska kriget 1757. Under Pommerska kriget, som utkämpandes av Sverige och Preussen 1757–1762, bevistade han en träffning och två belägringar. Preussen var ett hertigdöme och senare ett kungarike. Från 1700-talet var Preussen en betydande europeisk stat. 1759 blev han fången hos preussarna vid övergången i staden Demmin, i det tyska förbundslandet Mecklenburg-Vorpommern i Landkreis Demmin. Länet låg söder om länet Nordvorpommern och väster om länet Ostvorpommern. Sedan blev han kvarhållen där hos preussarna till krigets slut år 1762.
År 1767 blev han löjtnant och 1772 blev han adjutant hos generallöjtnanten Jacob Magnus Sprengtporten. Under Gustav III:s statskupp 1772 skickades Mannerskantz av general Sprengtporten i Finland i ett viktigt ärende till konung Gustaf III i Stockholm. Han hade överinseendet av fästningsbyggnaderna i Finland och gjorde sig därvid mycket förtjänt.
Den 25 september 1772 blev han kapten i armén. 1775 blev han major vid fortifikationen och 1777 blev han överstelöjtnant i armén. 1780 avancerade han till överste för finska brigaden av fortifikationen och blev kommendant på Sveaborg i november 1780.
År 1785 blev han tillförordnad kommendant på Sveaborg, en av världens största sjöfästningar, utanför Helsingfors i Finland. Åren 1788–1790 deltog han i kriget mot Ryssland, dels vid armén, dels såsom kommendant på Sveaborg. 1789 var han generalkvartermästare i fält samt började samma år befästa Hangöbefästningarna på och utanför Hangö udd vid den sydligaste udden i Finland.
Mannerskantz blev generalkvartermästare och direktör över Fortifikationen 1791, han blev ledamot i krigskollegium 1792 och 1793 blev han generalmajor, och 1799 blev han generallöjtnant och 1809 general.
Mannerskantz var ledare i den 11 januari 1808 tillsatta hemliga rigsberedningen. Han var en synnerligen skicklig och nitisk fortifikationsofficer samt inlade mycken förtjänst vid ledandet av fästningsbyggnaderna i Finland och särskilt vid byggandet av Sveaborg.
I november 1797 blev han Kommendör av Svärdsorden, KSO, och till följd av det uppflyttad i d.v. riddarklassen under nr 2082 A. Till riddarklassen räknades obetitlade ättlingar till riksråd. Från och med 1778 ingick i denna klass även de 300 äldsta adelsätterna samt kommendörsätterna. I november 1799 blev han generallöjtnant och i maj 1801 blev han Kommendör med stora korset av Svärdsorden, KmstkSO, samt general 1809. Från 1787 var han hedersledamot av Krigsmannasällskapet.

## Chef för Fortifikationen i Malmö stad
I slutet på 1700-talet ansågs de gamla befästningsvallarna i Malmö för urmodiga och befästningsvallarna raserades, liksom de stadsportsbyggnationer som gick på broar mellan befästningens ö-liknande raveliner. In- och utfartsvägarna till staden rätades därmed ut. Delar av den vattenfyllda vallgraven fylldes igen och blev markyta och en ny kanal grävdes längre ut från centrum för att ge plats åt Malmös utbyggnad. Malmö växt till det som vi idag kallar "city" innanför kanalen.
År 1791 blev Nils Mannerskantz generalkvartermästare och direktör i Fortifikationen. Fortifikationen var en militär ingenjörskår i svenska armén med uppgift att bygga och underhålla rikets såväl land- som kustbefästningar liksom i övriga byggnader med mera som hörde till Arméförvaltningen på Fortifikationsdepartementet eller till Kustartilleriet. Vidare ingick det att göra upp planer och förslag till sådana byggnaders nyuppförande, ombyggande eller förstärkande. Det ingick även att under krig leda större befästnings- och andra tekniska arbeten särskilt vid anfall och försvar av större befästa orter, vid förbindelsers anordnande och förstörande med mera. Slutligen ingick det i Fortifikationens uppgift att lämna befäl till ingenjörtrupperna samt att göra upp planer och förslag till dessas övningar och materiel med mera.
Samma år som Mannerskantz blev direktör i Fortifikationen, 1791, sattes fästningsbyggnaderna i Skåne till en del under generalmajor Johan Christoffer Tolls direktion, men de återkom redan 1792 under Mannerskantz. Sedan dess har chefen för Fortifikationen oavbrutet haft ledningen av och ansvaret för alla rikets fästningar och de arbeten, som har utförts på dem. Dessutom har kaserner, förrådshus och andra militära byggnader planlagts och uppförts genom Fortifikationens försorg. Mannerskantz företrädare, fortifikationsofficer Johan von Hermanssons fordran, att även såsom under 1600-talet ofta ägde rum, uppförandet av civila "publique byggnader" skulle anförtros åt fortifikationsofficerare, har bara i mindre utsträckning kunnat tillmötesgås.
Under gustavianernas tid fick Malmö en mer framträdande position än vad staden någonsin haft under tidigare svenska regenter. Det var främst tack vare Gustav IV Adolf, som engagerade sig för Malmös utveckling.
År 1804 beslöt Gustav IV Adolf att befästningarna runt Malmö skulle rivas. Nils Mannerskantz, som var fortifikationsdirektör, gjorde upp en plan för rivningsprojektet. Mycket förändrades. Kanaler grävdes, våtmarker dikades ut och den medeltida skalan sprängdes. Man skapade rätvinkliga kvarter och trädkantande promenader samt två torg, Gustav Adolfs Torg och Drottningtorget. Tanken med Gustav Adolfs torg var att skapa en central representativ plats för den nya stadsdel som var tänkt att växa fram där försvarsvallarna togs bort. År 1805 fylldes vallgraven igen och ersattes med en ny rakare dräneringskanal genom den sanka Rörsjömarken. Den vunna stadsytan innanför kanalen planerades med raka gator, som idag kontrasterar mot de medeltida krokgatorna, och här utlades också Gustav Adolfs torg.
Nils Mannerskantz avled på Djursholms slott den 16 juli 1809 och slöt på svärdssidan själv sin ättegren.
Nils Mannerkrantz adopterade Carl Råbergh (1747–1817), som adlades Mannerskantz på Nils Mannerskantz’ namn och nummer. Carl Råbergh var född 1747 och dog 1817 på Värnanäs herrgård i Halltorps socken, Kalmar län som avskedad major. 1795 köpte major Carl Råbergh Värnanäs herrgård och släkten Mannerskantz har innehaft gården sedan dess. När fadern Carl Mannerskantz 1817 avled blev sonen Carl Axel Mannerskantz (1809–1888), åtta år gammal, ägare till Värnanäs. Värnanäs var med sina 1 700 hektar det största godset i Småland.

## Utmärkelser[11]
- Riddare av Svärdsorden - 12 september, 1772 (han fick detta på grund av sitt stöd för Gustav III under dennes statskupp).
- Adlad - 13 september, 1772 (samma orsak som ovan).
- Kommendör av Svärdsorden - 1 november, 1797.
- Kommendör med stora korset av Svärdsorden - 28 maj, 1801.

## Bröderna Råbergh
På Nils Mannerskantz adliga namn och nummer hade 1802 bröderna Carl Råbergh, major, och Johan Fredrik Råbergh, revisionssekreterare, blivit adopterade.
De båda bröderna Carl Råbergh, född 1747 och Johan Fredrik Råbergh, född 1750, blev den 9 december 1802 adlade och adopterade på generallöjtnanten och kommendören Nils Mannerskantz adliga namn och nummer, nr 2082 A, och introducerade den 8 januari 1803. Bröderna var söner till Carl Magnus Råbergh (1700-1788), som blev dragon vid livregementet i Finland 1721, major 1754 och generalkvartermästarelöjtnant 1763. 1759 blev deras far Carl Magnus Råbergh Riddare av Svärdsorden, RSO. Brödernas mor var Beata Elisabeth Camitz (1726–1780). Båda bröderna Carl och Johan Fredrik var födda i Kalmar.
- 1) Carl Råbergh (1747–1817) blev adlad och adopterad Mannerskantz. Han blev volontär i Fortifikationen 1765. Informationskapten vid fortifikationen 1784. Adlad 1802-12-09 jämte sin yngre broder Johan Fredrik och adopterad på generallöjtnanten och kommendören Nils Mannerskantz' adliga namn och nummer, nr 2082 A, introducerad 1803-01-08. Riddare av Vasaorden, RVO 1810-11-26. En av hans barn var sonen Carl Axel Mannerskantz (1809–1888), född 1809 på Värnanäs i Halltorps socken, Kalmar län och död 1888 på sin egendom Värnanäs. Han var riksdagsledamot och arméofficer och bröt därmed en lång släkttradition, hans far, farfar och farfars far hade alla tillhört Fortifikationen.
- 2) Johan Fredrik Råbergh (1750–1831) blev adlad och adopterad Mannerskantz. Han var volontär vid fortifikationsstaten 1766 och blev student vid Uppsala universitet 1772 och revisionssekreterare 1795. Adlad 1802-12-09 jämte sin äldre broder Carl och adopterad på generallöjtnanten och kommendören Nils Mannerskantz' adliga namn och nummer, nr 2082 A, introducerad 1803-01-08. Riddare av Nordstjärneorden, RNO 1808-04-28.